# Maria Morera i Franco
Maria Morera i Franco (Barcelona, 12 de febrer de 1872- 3 d'abril de 1954) va ser una actriu catalana de dilatada carrera.

## Primers anys
Filla de l'actor Josep Agustí Morera i Font i Tomasa Franco i Galve, i germana de les també actrius Josepa (morta el 1907) i Elvira, va néixer al carrer de Sant Miquel, de la Barceloneta. De ben petita començà a interpretar petits papers de nena al Teatre Olimp i al Nuevo Retiro (competint amb Maria Panadès); al Teatre de Jovellanos actuaria en castellà amb tan sols sis anys, als deu treballava a la companyia de Carlota de Mena i Antoni Tutau. Als dotze anys va fer el paper de la Magdalena a La Passió amb una companyia d’aficionats a Blanes. Als quinze anys va entrar a la companyia de Manuel Giménez com a dama jove.

## Carrera professional
El 1886 signà el primer contracte com a actriu, per ser la dama jove al Teatre Principal de Maó. Després treballà amb altres companyies d’aficionats –a Manresa, el 1892, a Vic, els anys 1894-1895– i actuà al costat d'actors i actrius de renom, com Enric Borràs o Teodor Bonaplata, a més d'Antoni Tutau, Carlota de Mena.
El març del 1897 s'incorporà a la companyia del Teatre Romea com a primera dama jove i actriu còmica, i, més enllà d'alguna altra actuació esporàdica al Novetats o al Tívoli, hi estigué fins al 1905, en què es traslladà a Madrid amb Enric Borràs per donar-hi a conèixer el teatre català. Un cop allà entrà a formar part de la companyia de María Guerrero i, entre d'altres papers, interpretà la Brígida, de Don Juan Tenorio.
Quan tornà a Barcelona, va reaparèixer al Teatre Principal, on prengué part en els Espectacles i Audicions Graner. Com a empresàrla del Principal, va promoure Margarida Xirgu, que a l'octubre de 1908 estrenava Juventud de príncipe, de Wilhelm Meyer Forster, que encetaria el camí de la seva consagració en l'escena catalana.També col·laborà durant tres mesos amb Josep Santpere en el projecte de mantenir una temporada de teatre líric en català al Teatre Espanyol (1910) i estigué altre cop al Principal, abans de tornar a Madrid contractada pel Teatro Español.
Quan tornà al Romea, el 1918, hi estigué fins al 1926, amb un interval durant l'estiu de 1925, en què va actuar al Teatre Barcelona amb la companyia de Maria Vila i Pius Daví, amb els quals als anys trenta compartiria temporades regulars al Romea, al Coliseu Pompeia, al Principal Palace, al Teatre Nou, al Novetats, l’Espanyol o el Teatre Català de la Comèdia.
El 1935 va pronunciar una conferència a la Llibreria Catalònía, organitzada pel Lyceum Club, en què explicà que no concebia ni la seva vida ni la seva mort fora del teatre. En la seva professió, doncs, que respectava tant, tenia tots els registres. Estrenà tots els grans autors teatrals catalans: Guimerá, Manuel Folch i Torres, Ignasi Iglesias, de Pous i Pagès, de Prudenci Bertrana, Santiago Rusiñol, Josep Maria de Sagarra… i defensà tots els papers amb dignitat i solvència, amb eficàcia i bon gust.

## Reconeixement i llegat
Morera va poder veure distingida la seva labor escènica amb les Palmes Acadèmiques del govern francès (1928) i la Medalla del Treball de l'Ajuntament de Barcelona (1931). En el mateix acte de lliurament de la Medalla del Treball s'estrenà una sardana en homenatge seu, Corona de roses, en referència a l'obra La corona d'espines, un poema dramàtic que Josep Maria de Sagarra escrigué per a ella i que l'actriu havia representat tants cops.
El Centre de Documentació i Museu de les Arts Escèniques conserva una part del seu llegat. Es poden trobar fotografies de l'actriu, així com els cartells d'algunes de les obres en què va participar.

## Trajectòria professional
- 1897, 11 de maig. En el paper de Pepa, en l'estrena barcelonina de Terra Baixa, d'Àngel Guimerà. Teatre Romea de Barcelona
- 1897, 25 d'octubre. En el paper d'Agustina a l'obra Don Gonzalo o l'orgull del gec, d'Albert de S. Llanas. Reposició al teatre Romea de Barcelona.
- 1897, 11 de novembre. En el paper de Sisa a l'obra L'apotecari de Malgrat, de Teodor Baró, estrenada al teatre Romea de Barcelona.
- 1898, 28 de gener. En el paper de Tecla a l'obra El senyor secretari, de Teodor Baró. Estrenada al teatre Principal de Barcelona.
- 1898, 23 d'abril. En el paper de Glòria, 30 anys a l'obra Don Tranquil, de Jacint Capella i Feliu. Estrenada al teatre Romea de Barcelona.
- 1899, 31 de gener. En el paper de Rita a l'obra La farsa, d'Àngel Guimerà. Estrenada al teatre Romea de Barcelona.
- 1899, 7 de març. En el paper de Senyora Anneta a l'obra Foc follet, d'Ignasi Iglesias. Estrenada al teatre Romea de Barcelona.
- 1900, 25 de setembre. En el paper de Tuies a l'obra La neboda, de Teodor Baró. Estrenada al teatre Romea de Barcelona.
- 1901, 26 de novembre. En el paper de Reparada a l'obra La cotorra del convent, d'Emili Boix. Estrenada al teatre Romea de Barcelona.
- 1902, 11 de març. En el paper de Monsa a l'obra La pecadora, d'Àngel Guimerà. Estrenada al teatre Romea de Barcelona.
- 1902, 18 de novembre. En el paper d'Antònia a l'obra Aigua que corre, d'Àngel Guimerà. Estrenada al teatre Romea de Barcelona.
- 1903, 6 de febrer. En el paper de Susanna a l'obra Els vells, d'Ignasi Iglesias. Estrenada al teatre Romea de Barcelona.
- 1903, 5 de desembre. En el paper de Francisca (55 anys) a l'obra El místic, de Santiago Rusiñol. Estrenada al teatre Romea de Barcelona.
- 1905, 14 de febrer. En el paper de Cisca a l'obra De bon tremp, de Manuel Folch i Torres. Estrenada al teatre Romea de Barcelona.
- 1905, 17 d'abril. En el paper de Gaetana a l'obra Sol, solet..., d'Àngel Guimerà. Estrenada al teatre Romea de Barcelona.
- 1909, 9 de gener. En el paper de Senyora Wilmore a l'obra Els hipòcrites, de Henry Arthur Jones. Estrenada al teatre Principal de Barcelona.
- 1909, 13 de març. En el paper de Brígida a l'obra El pobre Enric, de Gerhart Hauptmann. Estrenada al teatre Principal de Barcelona.
- 1910, 14 d'abril. En el paper de Cusefa a l'obra Sainet trist, d'Àngel Guimerà. Estrenada al teatre Romea de Barcelona.
- 1910, 3 de desembre. En el paper de Senyora Graner a l'obra Miqueta y sa mare, de Gaston Armand de Caillavet i Robert de Flers, adaptació catalana de Salvador Vilaregut. Estrenada al teatre Principal de Barcelona.
- 1911, 7 de gener. En el paper de Donya Maria a l'obra El daltabaix, de Gregorio de Laferrère. Estrenada al teatre Principal de Barcelona.
- 1911, 15 d'abril. En el paper de Duquessa de Fontaina a l'obra La reina jove, d'Àngel Guimerà. Estrenada al teatre Principal de Barcelona.
- 1914, 8 de febrer. En el paper de Donya Madrona a l'obra L'agència d'informes comercials, de Pompeu Gener, estrenada al teatre Romea de Barcelona.
- 1919, 7 de febrer. Donya Josefina, de l'obra Gelosa, de Jeroni Moliné.
- 1919, 6 octubre. L'Hostalera, de l'obra Dijous Sant, de Josep Maria de Sagarra. Estrenada al teatre Romea de Barcelona.
- 1919, 17 d'octubre. En el paper de La Senyora Balbina a l'obra Flacs naixem, flacs vivim..., de Josep Pous i Pagès, estrenada al teatre Romea de Barcelona.
- 1919, 30 de novembre. La senyora Marieta, original d'Ignasi Iglesias, estrenada al teatre Romea. (en el paper de La senyora Marieta)
- 1919, 5 de desembre. Donya Frasquita, de l'obra La vídua alegre, d'Alexandre P. Maristany. Estrenada al teatre Romea de Barcelona.
- 1920, 26 d'abril. L'Abadessa, de l'obra Sor Marianna, de Julio Dantas. Estrenada al teatre Romea, de Barcelona.
- 1921, 21 maig. La Dida de la Isabel, de l'obra L'estudiant i la pubilla, de Josep Maria de Sagarra. Estrenada al teatre Romea, de Barcelona.
- 1921, 7 octubre. En el paper de Francisca a l'obra El jardinet de l'amor, de Josep Maria de Sagarra. Estrenada al teatre Romea, de Barcelona.
- 1922, 24 octubre. En el paper de Teresa a l'obra El matrimoni secret, de Josep Maria de Sagarra. Estrenada al teatre Romea de Barcelona.
- 1923, 20 maig. En el paper de la Veïna a l'obra Cançó d'una nit d'estiu, de Josep Maria de Sagarra. Estrenada al teatre Romea, de Barcelona.
- 1923, 10 octubre. En el paper de Paula a l'obra Les veus de la terra, de Josep Maria de Sagarra. Estrenada al teatre Romea, de Barcelona.
- 1924, 21 d'octubre. En el paper de la Senyora Pepa a l'obra Les noies enamorades, d'Avel·lí Artís i Balaguer. Estrenada al teatre Romea de Barcelona.
- 1924, 14 de novembre. En el paper d'Antònia a l'obra Fidelitat, de Josep Maria de Sagarra. Estrenada al teatre Romea de Barcelona.
- 1924. desembre. En el paper de Donya Perpetua  a l'obra La Penya Roca i la colònia de l'Ampolla, de Joaquim Montero, estrenada al teatre Romea de Barcelona
- 1925. 11 d'abril. En el paper de la Dispesera a l'obra A Montserrat!, de Joaquim Montero, estrenada al teatre Romea de Barcelona
- 1925, 5 de maig. El senyor Pupurull de Josep Maria de Sagarra, adaptació de George Dandin de Molière. Estrenada al teatre Romea. (en el personatge de La marquesa de Cascavell)
- 1925, 19 de maig. El partit del diumenge, de Valentí Castanys i Alfons Roure. Estrenada al teatre Romea.
- 1925, 20 d'agost. En el paper de Lluïsa, mare de Maria a l'obra Corpus!, d'Alfons Roure. Estrenada al Teatre Barcelona de Barcelona.
- 1925, 29 d'agost. En el paper de Verònica, dida de Marcel a l'obra El fogueral, d'Ambrosi Carrion. Estrenada al Teatre Barcelona de Barcelona.
- 1925, 9 d'octubre. En el paper de L'Angeleta a l'obra Seny i amor, amo i senyor,d'Avel·lí Artís i Balaguer. Estrenada al teatre Romea de Barcelona.
- 1925, 21 de novembre. Maria. de l'obra Déu hi fa més que nosaltres, original de Carles Soldevila, estrenada al teatre Romea de Barcelona.
- 1926. 10 de març. En el paper de Suzan Quinneys a l'obra Reineta meva!, d'H. A. Vachell, estrenada al teatre Romea de Barcelona
- 1926, 17 de desembre. La llar apagada, d'Ignasi Iglesias. Estrenada al Teatre Novetats de Barcelona (en el paper de Senyora Rosalia).
- 1927, 1 d'octubre. Senyora Munda, de l'obra Un estudiant de Vic, de Josep Maria de Sagarra. Estrenada al teatre Novetats de Barcelona.
- 1927, 12 de novembre. Bola de neu, de Carles Soldevila. Estrenada al teatre Novetats de Barcelona.
- 1928, 28 d'abril. Llúcia, de l'obra La Llúcia i la Ramoneta, de Josep Maria de Sagarra. Estrenada al teatre Novetats de Barcelona.
- 1928, 30 d'octubre. La tia Clàudia, de l'obra Les llàgrimes d'Angelina, de Josep Maria de Sagarra. Estrenada al teatre Novetats de Barcelona.
- 1929, febrer. En el paper protagonista a La tia Tecleta, de Josep Pin i Soler. Estrenada al teatre Novetats de Barcelona.
- 1929, 5 d'octubre. Marta, de l'obra La filla del Carmesí, de Josep Maria de Sagarra.
- 1930, 19 d'abril. Reparada, 65 anys. de l'obra El cas del senyor Palau, de Josep Maria de Sagarra. Estrenada al teatre Novetats de Barcelona.
- 1930, 17 d'octubre. Marta, majordoma, de l'obra La corona d'espines, de Josep Maria de Sagarra. Estrenada al teatre Novetats de Barcelona.
- 1931, 2 de març. En el paper de Tia Úrsula a l'obra La perla negra, de Josep Maria de Sagarra. Estrenada al teatre Novetats de Barcelona.
- 1931, 10 d'octubre. Gràcia, mare, de l'obra Les tres Gràcies, de Josep Maria de Sagarra. Estrenada al teatre Novetats de Barcelona.
- 1932, 26 de març. Mònica, de l'obra L'alegria de Cervera, de Josep Maria de Sagarra. Estrenada al teatre Romea de Barcelona.
- 1933, 3 d'octubre. La Negra, de l'obra L'Estrella dels miracles, de Josep Maria de Sagarra. Estrenada al teatre Romea de Barcelona.
- 1934, 9 de novembre. Senyora Sara, de l'obra La plaça de Sant Joan, de Josep Maria de Sagarra. Estrenada al teatre Romea de Barcelona.
- 1935, 13 de febrer. Senyora Calderó, de l'obra Lilí vol viure, de Lluís Elias. Estrenada al teatre Coliseu Pompeia de Barcelona.
- 1935, 20 d'abril. Sebastiana, de l'obra Reina, de Josep Maria de Sagarra. Estrenada al teatre Nou del Paral·lel, Barcelona.
- 1936, 18 de març. Marieta cistellera, de Salvador Bonavia. Estrenada al teatre Espanyol del Paral·lel, Barcelona. (en el paper de Senyora Maria)
- 1936, 28 de maig. la senyora Prudència, de l'obra La cançó de la filla del marxant, de Josep Maria de Sagarra. Estrenada al teatre Espanyol del Paral·lel, Barcelona.
- 1936, 9 de juny,